# Udeterus pallidus
Udeterus pallidus är en skalbaggsart som beskrevs av Maria Helena M. Galileo 1987. Udeterus pallidus ingår i släktet Udeterus och familjen långhorningar. Inga underarter finns listade i Catalogue of Life.